# Hiram abif 80

## Logia Hiram Abif 80 de Alicante

### Origen

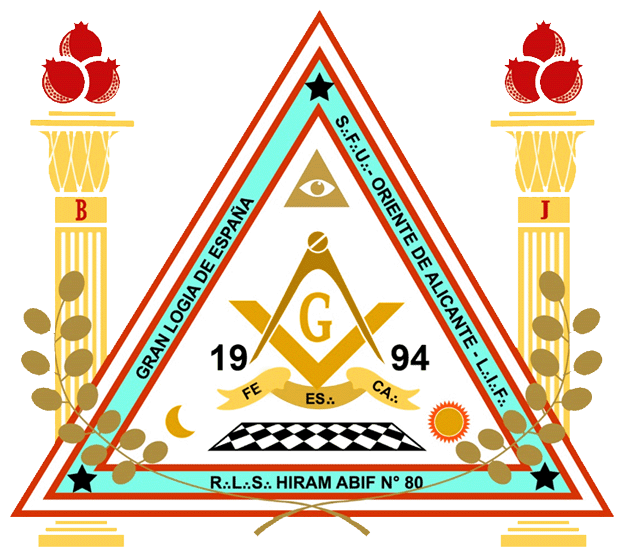
Escudo distintivo de la R.L.S. Hiram Abif 80 de Alicante

Tras la instauración de la democracia en España y la legalización de la masonería en 1979 se crea la primera Logia masónica perteneciente a la Gran Logia de España en la ciudad de Alicante que fue la Logia Luz de Levante, consagrada el 27 de junio de 1987 y registrada en la GLE con el número 29. Tras unos años de funcionamiento, problemas internos provocaron una escisión de la Logia. Los miembros que la abandonaron solicitaron una nueva Carta Patente a la Gran Logia de España y crearon la Logia Hiram Abif, con una mayoría de masones procedentes de la Logia Luz de Levante. Esta última eventualmente se mudaría de Obediencia a la Gran Logia Hispana y más adelante abatiría columnas (se disolvería). 

### Fundación. 1994-2004
De acuerdo con la documentación consultada los fundadores de esta logia solicitaron al Gran Maestro de la Gran Logia de España una Carta Patente para constituir una Logia Simbólica bajo la denominación de Hiram Abif que trabajaría en el Rito de Emulación en la ciudad de Alicante y tendría como lengua vehicular el idioma Castellano. Esta solicitud fue acogida favorablemente, procediéndose a su consagración (fundación), de acuerdo con los antiguos Usos y Costumbres, en Alicante, el 17 de octubre de 1994, por el Gran Maestro Luis Salat Gusils, siendo su primer Venerable Maestro Roberto Moratalla durante el período 1994-1995. De acuerdo con la Carta Patente entregada, en depósito, por la Gran Logia de España, el nombre distintivo de esta Respetable Logia Simbólica es el de Hiram Abif y se halla inscrita con el número 80 en el registro de la Gran Logia de España.
Tiene como forma jurídica la de Asociación, está inscrita con el número 592027 en el Registro Nacional Asociaciones. Entre sus aportaciones a la ciudad de Alicante se encuentra la beneficencia, enfocada desde 2020 en la Escuela Nazaret y el Comedor Social San Gabriel. Otras actividades importantes que realiza son la difusión del conocimiento y la protección de los derechos fundamentales de los ciudadanos.

La sede se ubica en el histórico barrio de Benalúa en Alicante, y no es accesible al público durante la mayor parte del año, ya que se dedica a las actividades propias de la masonería. La estructura interior de la sala de tenidas se asemeja a la tradicional de un templo masónico del Rito Escocés Antiguo y Aceptado, con paredes pintadas en tonalidades granate, columnas en relieve con los signos zodiacales, espacio elevado para el responsable de las reuniones, y también decoraciones pictóricas en el techo del templo alegóricas al cosmos; además, dispone de otros espacios como una biblioteca y una sala de banquetes.

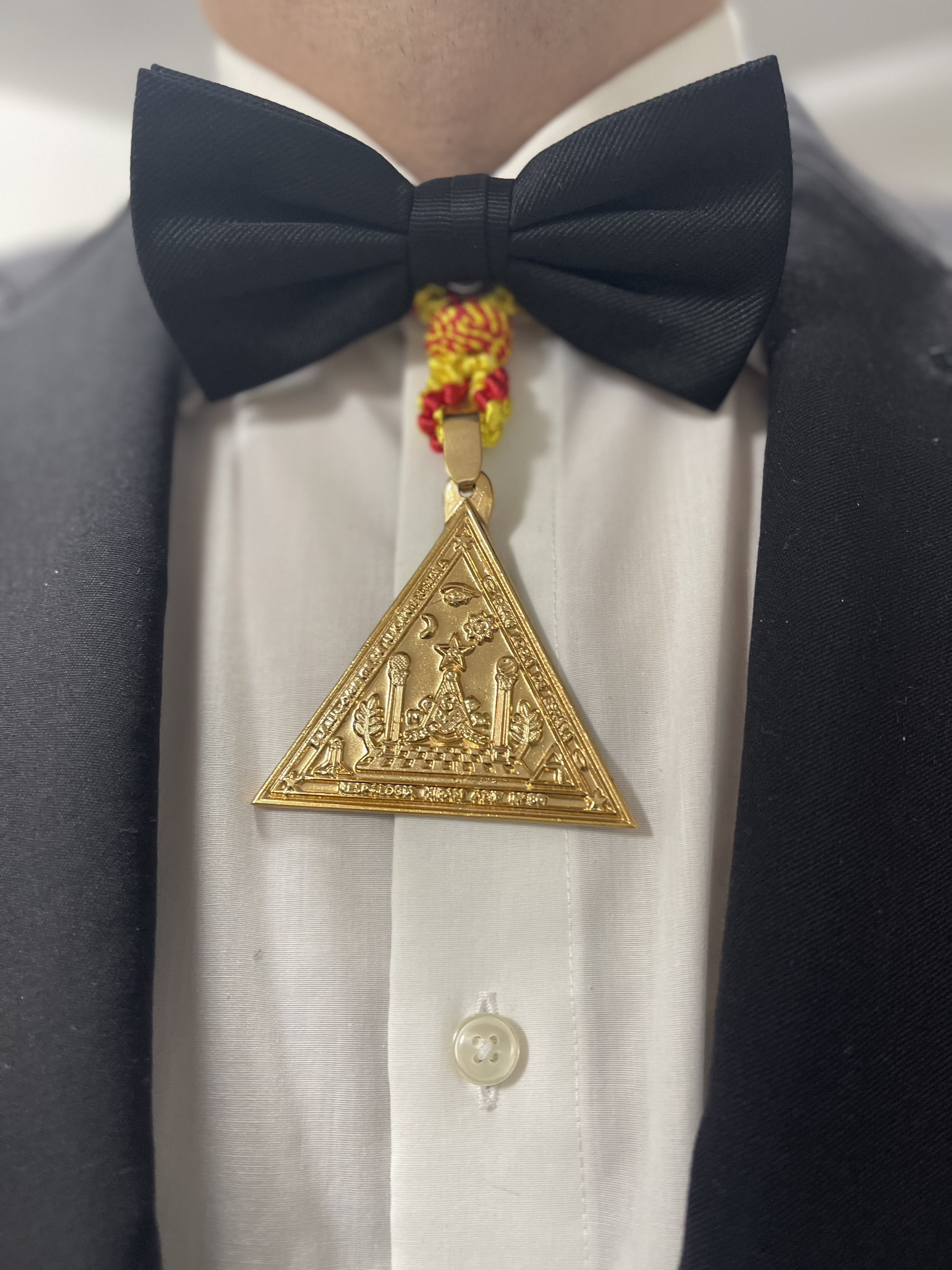
Medalla distintiva de la R.L.S. Hiram Abif 80 de Alicante.

### Regularidad masónica
La R.L.S. Hiram Abif 80 cumple con los requisitos para denominarla como una Logia Regular de acuerdo al criterio masónico de Obediencia Regular  trabajando bajo la jurisdicción de la Gran Logia de España – Grande Oriente Español estando integrada en la Gran Logia Provincial de Valencia.

### 2005-Actualidad
Hasta el año 2005 esta logia trabajó en el Rito de Emulación y tras acuerdo unánime sus miembros en Tenida Ordinaria (reunión de trabajo dentro de una logia) convocada al efecto, y según consta en Decreto Nº 852 de la Gran Logia de España con fecha 28 de noviembre de 2005, se autorizó el cambio de Rito, siendo a partir de ese momento el Rito Escocés Antiguo y Aceptado el practicado en todas sus ceremonias. Esto implica que los trabajos masónicos que realiza se desarrollan conforme a las disposiciones y reglamentos generales de la Gran Logia de España en los tres Grados simbólicos de la Francmasonería, según el Rito Escocés Antiguo y Aceptado, de acuerdo con los Rituales Oficiales aprobados por dicha Gran Logia
Esta logia trabaja desde 1994 sin interrupción en la ciudad de Alicante desde hace 30 años. A lo largo de su historia ininterrumpida ha sido dirigida por 27 Venerables Maestros (persona encargada de dirigir la logia); por su Taller han pasado 111 miembros y en la actualidad cuenta con 30 masones en activo. Realiza las actividades internas propias de una logia masónica y se organiza como un centro masónico de la ciudad de Alicante, donde se llevan a cabo actividades de tipo ritual.
Centro Masónico de Alicante
En los locales de la Logia Hiram Abif N.º 80 trabajan los siguientes cuerpos masónicos colaterales, superiores o de formación:
Soberano Capítulo Rosacruz Conde de Floridablanca N.º 304
El capítulo fue Consagrado el 16 de mayo de 1987 y pertenece a la Delegación Territorial de Levante del Supremo Consejo del Grado 33 y Último del Rito Escocés Antiguo y Aceptado para España. Trabaja en español y celebra sus reuniones rituales una vez al mes, desde septiembre a junio.
Capítulo Lucentum N.º 43 del Santo Arco Real de Jerusalén
El capítulo fue Consagrado el 25 de marzo de 2023 y pertenece al Gran Capítulo Provincial de Valencia, bajo los auspicios del Supremo Gran Capítulo de España de los Masones del Santo Arco Real de Jerusalén. Trabaja en español y celebra sus reuniones rituales tres veces al año.
Logia de Marca Akra Leuka N.º 2056
Esta Logia de Marca fue Consagrada el 13 de enero de 2024 y pertenece al Distrito de España de la Gran Logia de Marca de Inglaterra, Gales y sus Logias y Distritos de Ultramar. Trabaja en español y celebra sus reuniones rituales tres veces al año.
Asimismo, se encuentran el Aula de Docencia Eleuterio Maisonnave y el Club de Lectura Masónico Miguel Morayta, ambos enfocados al estudio de la masonería y las ciencias sociales. Sus reuniones son accesibles a través de internet emitiéndose por diversas plataformas de comunicación digital.